# Деминівка
Деми́нівка — село в Україні, у Фастівському районі Київської області. Входить до складу Томашівської сільської громади. Населення становить 113 осіб.

## Населення

### Мова
Розподіл населення за рідною мовою за даними перепису 2001 року:
| Мова       | Кількість | Відсоток |
| ---------- | --------- | -------- |
| українська | 107       | 94.69%   |
| російська  | 3         | 2.66%    |
| румунська  | 2         | 1.77%    |
| болгарська | 1         | 0.88%    |
| Усього     | 113       | 100%     |

1. ↑  Рідні мови в об'єднаних територіальних громадах України — Український центр суспільних даних